# Andreas Stokbro
Andreas Stokbro Nielsen (Brøndbyvester, 8 aprile 1997) è un ciclista su strada e pistard danese che corre per il team Unibet Tietema Rockets.

## Palmarès

### Strada
- 2015 (Juniores)

2ª tappa, 2ª semitappa Trofeo Karlsberg (Homburg > Homburg)
- 2016 (Riwal Platform Cycling Team, una vittoria)

3ª tappa ZLM Tour (Goes > Goes)
- 2018 (Riwal CeramicSpeed Cycling Team, una vittoria)

2ª tappa Tour of Estonia (Tartu > Tartu)
- 2019 (Riwal Readynez Cycling Team, due vittorie)

Giro delle Fiandre Under-23 (con la Nazionale norvegese)
Grand Prix Herning
- 2022 (Team Coop, tre vittorie)

2ª tappa Tour du Loir-et-Cher (Le Controis-en-Sologne > Vallières-les-Grandes)
Grand Prix Herning
1ª tappa Oberösterreich Rundfahrt (Wels > Ranshofen)
- 2023 (Leopard Togt Pro Cycling, due vittorie)

Grand Prix de la Ville de Lillers
Gylne Gutuer

#### Altri successi
- 2015 (Juniores)

Classifica a punti Grand Prix Rüebliland
- 2018 (Riwal CeramicSpeed Cycling Team)

Classifica a punti Tour of Estonia
Classifica giovani Tour of Estonia
4ª tappa Tour de l'Avenir (Orléans, cronosquadre, con la Nazionale norvegese)
- 2022 (Team Coop)

Classifica a punti Oberösterreich Rundfahrt

### Pista
- 2021

Campionati danesi, Corsa a punti

## Piazzamenti

### Classiche monumento
- Parigi-Roubaix

2025: 55º
- Giro di Lombardia

2021: ritirato

### Competizioni mondiali
- Campionati del mondo su strada

Richmond 2015 - In linea Junior: ritirato
Yorkshire 2019 - In linea Under-23: squalificato
- Campionati del mondo su pista

Seul 2014 - Inseguimento a squadre Junior: 6º
Seul 2014 - Corsa a punti Junior: 19º
Seul 2014 - Americana Junior: 15º
- Campionati del mondo gravel

Veneto 2022 - Elite: 10º

### Competizioni europee
- Campionati europei su strada

Herning 2017 - In linea Under-23: 108º
Alkmaar 2019 - In linea Under-23: 35º
- Campionati europei su pista

Atene 2015 - Corsa a punti Junior: 15º
Atene 2015 - Americana Junior: 3º